# Anna Propošina
Anna Propošina (* 28. November 1990 in Liepāja) ist eine lettische Fußballspielerin.  

## Karriere

### Verein
Propošina startete ihre Karriere in ihrer Heimatstadt Liepāja für Metalurgs Liepāja, wo sie zur Saison 2009/2010 in die erste Mannschaft aufrückte.
Im Januar 2011 verließ sie ihre lettische Heimat und wechselte zum polnischen Ekstraliga team Pogoń Szczecin.
Nach nur einer Saison in Polen bei Pogoń Szczecin kehrte sie im Sommer 2012 nach Lettland zurück und unterschrieb für Skonto Riga, wo sie am 11. August ihr Debüt für ihren neuen Verein gegen MTK Budapest FC in der UEFA Women’s Champions League Qualifikation gab. Nach einer Saison bei Skonto Riga wechselte sie im Sommer zurück zu Metalurgs Liepāja, wo sie  bis 2023 spielte.

### International
Propošina gab ihr A-Länderspiel Debüt im Rahmen der Vorbereitung zum Baltic Cup 2010.